# Notmark
Notmark (tysk: Nottmark) er en bydel i Hundslev på Als. Den hører til Sønderborg Kommune og ligger i Region Syddanmark.

## Notmark Kirke
Notmark hører til Notmark Sogn, og Vor Frue Kirke ligger som et vartegn i den nordvestlige ende af Notmark. Kirken fra omkring år 1200 har et 13 m bredt kirketårn, et af Danmarks bredeste. Det fæstningslignende tårn siges at være bygget som værn mod de hedenske vendere, der i 1100-tallet hærgede de danske kyster, og tårnet kan også have været kornkammer.

## Faciliteter
Hundslev og Notmark har landsbylaug fælles med Almsted, som Notmark næsten er vokset sammen med, idet der kun er godt 200 m mellem dem. Landsbylauget for Hundslev Almsted Notmark (HAN) blev stiftet 24. oktober 2006. Det får driftstilskud fra kommunen og repræsenterer de tre bebyggelser.
I Notmarks gamle skole findes bl.a. Notmarkhus, der er en restaurant med selskabslokaler. Her er også boldbaner. Børnene går nu i skole i Fryndesholm-skolen i Fynshav, hvor Fryndesholm-hallen også ligger.

## Historie
Landsbyerne Hundslev og Notmark var allerede i 1800-tallet et sammenhængende område.

### Amtsbanerne på Als
Amtsbanerne på Als blev åbnet i 1898 og nedlagt i 1933. Notmark/Hundslev havde trinbræt med sidespor (tysk: Haltestelle) på strækningen Sønderborg-Nordborg. Trinbrættet lå ved Hundslev kro. Fra Skovvej går en 1,2 km lang sti mod syd på amtsbanens tracé til Asserballe Station.

### Genforeningssten
I kirkens indkørsel står en sten, der blev rejst på Valdemarsdag 1930 til minde om Genforeningen i 1920.